# Kholumolumo
Kholumolumo là tên không chính thức được đặt cho một chi khủng long sống vào thời kỳ kỷ Trias.